# Albedyl
Albedyl (Albedyll) – polski herb szlachecki z indygenatu.

## Opis
W polu błękitnym pień złoty prawoskośnie, o dwóch sękach z jednej, a jednym z drugiej strony; w prawym dolnym rogu tarczy półksiężyc srebrny rogami do pnia, a w lewym górnym - sześciopromienna gwiazda srebrna. Nad hełmem w koronie pięć piór pawich. 
Labry błękitne podbite z prawej strony srebrem, a z lewej - złotem.

## Historia herbu
Zatwierdzony indygenatem dla szwedzkiej rodziny baronowskiej w 1775 r. 

## Herbowni
Albedyl - Albedyll.